# Nazionale maschile under 20 di calcio della Nuova Zelanda
La nazionale di calcio della Nuova Zelanda Under-20 è la rappresentativa calcistica della Nuova Zelanda.

## Storia
La squadra è stata campione di oceania per 8 volte l'ultima nel 2022.

## Partecipazioni a competizioni internazionali

### Mondiali Under-20
| Anno | Luogo               | Piazzamento      | V | N | P | Gol  |
| ---- | ------------------- | ---------------- | - | - | - | ---- |
| 1977 | Tunisia             | Non partecipante | - | - | - | -    |
| 1979 | Giappone            | Non qualificata  | - | - | - | -    |
| 1981 | Australia           | Non qualificata  | - | - | - | -    |
| 1983 | Messico             | Non qualificata  | - | - | - | -    |
| 1985 | Unione Sovietica    | Non qualificata  | - | - | - | -    |
| 1987 | Cile                | Non qualificata  | - | - | - | -    |
| 1989 | Arabia Saudita      | Non qualificata  | - | - | - | -    |
| 1991 | Portogallo          | Non qualificata  | - | - | - | -    |
| 1993 | Australia           | Non qualificata  | - | - | - | -    |
| 1995 | Qatar               | Non qualificata  | - | - | - | -    |
| 1997 | Malaysia            | Non qualificata  | - | - | - | -    |
| 1999 | Nigeria             | Non qualificata  | - | - | - | -    |
| 2001 | Argentina           | Non qualificata  | - | - | - | -    |
| 2003 | Emirati Arabi Uniti | Non qualificata  | - | - | - | -    |
| 2005 | Paesi Bassi         | Non qualificata  | - | - | - | -    |
| 2007 | Canada              | Primo turno      | 0 | 0 | 3 | 1:5  |
| 2009 | Egitto              | Non qualificata  | - | - | - | -    |
| 2011 | Colombia            | Primo turno      | 0 | 2 | 1 | 2:3  |
| 2013 | Turchia             | Primo turno      | 0 | 0 | 3 | 1:7  |
| 2015 | Nuova Zelanda       | Ottavi di finale | 1 | 1 | 2 | 6:7  |
| 2017 | Corea del Sud       | Ottavi di finale | 1 | 1 | 2 | 3:9  |
| 2019 | Polonia             | Ottavi di finale | 2 | 1 | 1 | 8:3  |
| 2023 | Argentina           | Ottavi di finale | 1 | 1 | 2 | 3:11 |